# Thị trường chứng khoán thứ cấp
Thị trường chứng khoán thứ cấp là thị trường giao dịch các chứng khoán đã được phát hành trên thị trường sơ cấp.
Thị trường thứ cấp là nơi giao dịch các chứng khoán đã được phát hành trên thị trường thị sơ cấp. Thị trường đảm bảo tính thanh khoản cho các chứng khoán đã phát hành. Đây là nơi trao đổi, mua bán các chứng khoán đã được phát hành. Nhà đầu tư mua đi bán lại chứng khoán nhằm vào một trong các mục đích: cất giữ tài sản tài chính, nhận một khoản thu nhập cố định hàng năm, hưởng chênh lệch giá.
Thị trường thứ cấp: tạo ra khả năng chuyển đổi chứng khoán thành tiền mặt dễ dàng, thuận tiện; Tiền thu được ở đây không thuộc về nhà phát hành mà thuộc về nhà đầu tư bán chứng khoán, nhượng lại quyền sở hữu chứng khoán cho nhà đầu tư khác.
- Thị trường sơ cấp và Thị trường thứ cấp có mối quan hệ nội tại, thị trường sơ cấp là cơ sở, là tiền đề; Thị trường thứ cấp là động lực. Không có thị trường sơ cấp thì không có chứng khoán để lưu thông trên thị trường thứ cấp và ngược lại;  nếu không có thị trường thứ cấp thì thị trường sơ cấp khó hoạt động thuận lợi và trôi chảy.
- Việc phân biệt Thị trường sơ cấp và Thị trường thứ cấp có tính chất tương đối.

## Đặc điểm và Cơ cấu

### Đặc điểm
- Thị trường có tính chất cạnh tranh hoàn hảo.
- Thị trường có tính liên tục.
- Khối lượng và nhịp độ giao dịch lớn gấp nhiều lần so với thị trường chứng khoán sơ cấp.
- Hoạt động chủ yếu của thị trường chứng khoán thứ cấp là các nhà đầu tư thực hiện chuyển giao quyền sở hữu chứng khoán và tiền cho nhau.

### Cơ cấu
Dựa theo tiêu thức nhất định, có thể chia thị trường chứng khoán thứ cấp thành các thị trường khác nhau:
1. Theo tính chất tổ chức của thị trường:
  - Thị trường chứng khoán tập trung (thị trường chứng khoán có tổ chức): thực hiện mua bán các loại chứng khoán niêm yết được tổ chức một cách chặt chẽ. Việc giao dịch chủ yếu được thực hiện theo phương thức khớp lệnh tập trung.
  - Thị trường chứng khoán phi tập trung (OTC - over the counter market): là thị trường giao dịch các chứng khoán chưa niêm yết được các Công ty chứng khoán thực hiện qua mạng thông tin.
2. Theo loại hàng hóa giao dịch trên thị trường:
  - Thị trường cổ phiếu;
  - Thị trường trái phiếu;
  - Thị trường chứng khoán phái sinh.

## Thị trường chứng khoán tập trung
Hình thái điển hình của Thị trường chứng khoán tập trung là Sở Giao dịch Chứng khoán (Stock exchange).
Sở Giao dịch Chứng khoán là một pháp nhân được thành lập theo quy định của pháp luật thực hiện việc tổ chức giao dịch chứng khoán cho các chứng khoán của tổ chức phát hành đủ điều kiện niêm yết tại Sở Giao dịch Chứng khoán.
Theo tính chất tổ chức thị trường, thông thường Sở Giao dịch Chứng khoán là thị trường chứng khoán tập trung; trong đó việc giao dịch chứng khoán được thực hiện tại một địa điểm tập trung là sàn giao dịch hay qua hệ thống mạng thông tin máy tính điện tử do các thành viên của Sở Giao dịch Chứng khoán thực hiện.

## Thị trường chứng khoán phi tập trung
Thị trường chứng khoán phi tập trung (Thị trường OTC) là thị trường chứng khoán xuất hiện sớm nhất.
Thị trường chứng khoán phi tập trung được đặt dưới sự quản lý, điều hành của các tổ chức tự quản và chịu sự quản lý, giám sát của Chính phủ.